# Kayne Henry
Jaydon Kayne Henry-McCalla (Londra, 28 febbraio 1999) è un cestista inglese.